# Facultad de Derecho (ICADE)
La Facultad de Derecho (ICADE) es una facultad de la Universidad Pontificia Comillas ubicada en Madrid, España.

## Departamentos
- Departamento de Disciplinas Comunes
- Departamento de Derecho Económico y Social
- Departamento de Derecho Privado
- Departamento de Derecho Público

## Cátedras y observatorios
- Cátedra Garrigues de Modernización del Derecho de Sociedades
- Cátedra Santander de los Derechos del Niño
- Cátedra Deloitte Legal de Tributación Empresarial
- Cátedra Uría-Menéndez de Regulación de los Mercados
- Observatorio Fintech Everis Comillas
- Foreign Investment Observatory Cuatrecasas

## Centro de Innovación del Derecho (CID-ICADE)
El Centro de Innovación del Derecho (CID-ICADE) es un centro perteneciente a la Facultad de Derecho (ICADE) que se encarga de la promoción, coordinación y ejecución de actividades universitarias dirigidas a fomentar la innovación, a facilitar la formación permanente y a fortalecer la relación de la Facultad de Derecho con los colegios profesionales y otras instituciones del ámbito jurídico.

## Premios
La Facultad de Derecho (ICADE) ha recibido el Premio Forbes Abogados al Mejor Grado/Máster de Acceso a la Abogacía en las Ediciones I, III y IV